# 荊芥內酯
荊芥內酯（英語：Nepetalactone）是一種內酯化合物，最早是於1941年從一種貓薄荷植物Nepeta cataria中通过水蒸汽蒸餾的方法分離出來。
荊芥內酯是一個有雙環的類單萜，其分子含有兩個稠合的環，分別是環戊烷和一個六元的內酯。結構和效用都與纈草素（valepotriate）相似。另外擁有多種同分異構物。
4aα,7α,7aα-荊芥內酯為Nepeta cataria所含有的活性化學物質，可對大約75%的貓產生特殊作用。貓對此物質的反應與基因有關，感知的位置為嗅上皮（olfactory epithelium）。
對人類而言，荊芥內酯具有許多較緩和的影響，可用作弱安眠藥、抗痙攣藥、退熱藥與抗細菌藥。劑量高時則有催吐效果。
此外，對某些昆蟲也有作用，用於驅除蟑螂、蚊子，或用來毒殺某些常見的蠅類。不過對蚜蟲來說，此物質為性信息素。

## 拓展阅读
- 张钟宪. 荆芥内酯的合成与提取 （页面存档备份，存于）[J]. 首都师范大学学报(自然科学版), 1999(2):54-57.